# ماير أمشيل روتشيلد
ماير أمشيل روتشيلد أو أمشل ماير باور (1744 - 1812 م) هو مصرفي ألماني يهودي وهو الأب المؤسس لعائلة روتشيلد.
ولد عام 1744 توفي أبوه وهو في الحادية عشرة من عمره بعد أن دربه على كل ما يتعلق بأمور الربا والصيغاة، ابتدأ ماجيراشيل حياته كاتباً في مصرف أوبنهايمر وما لبث أن ترقى حتى أصبح شريكاً جزئياً في المصرف، مع ذلك فقد عاد ماير أمشيل إلى المؤسسة التي كان قد خلفها أبوه ليعيدها إلى الحياة وكان عندها قد أتخذ اسماً جديدا لعائلته هو روتشيلد (الدرع الأحمر باللغة الألمانية) آخذاً إياه من الدرع الذي كان قد علقه والده فوق باب المؤسسة، توفي ماجيرشيل عام 1812، وترك خمسة من الأبناء مدربين تدريبا دقيقاً ليكونوا من جهابذة المال والذهب.
استطاعت أسرته من بعده، أن تسيطر على الاقتصاد الأوروبي خلال القرن التاسع عشر، ولعبت دورا غير مباشر في الحياة السياسية في أوروبا.

## العائلة
كان له من الأبناء :

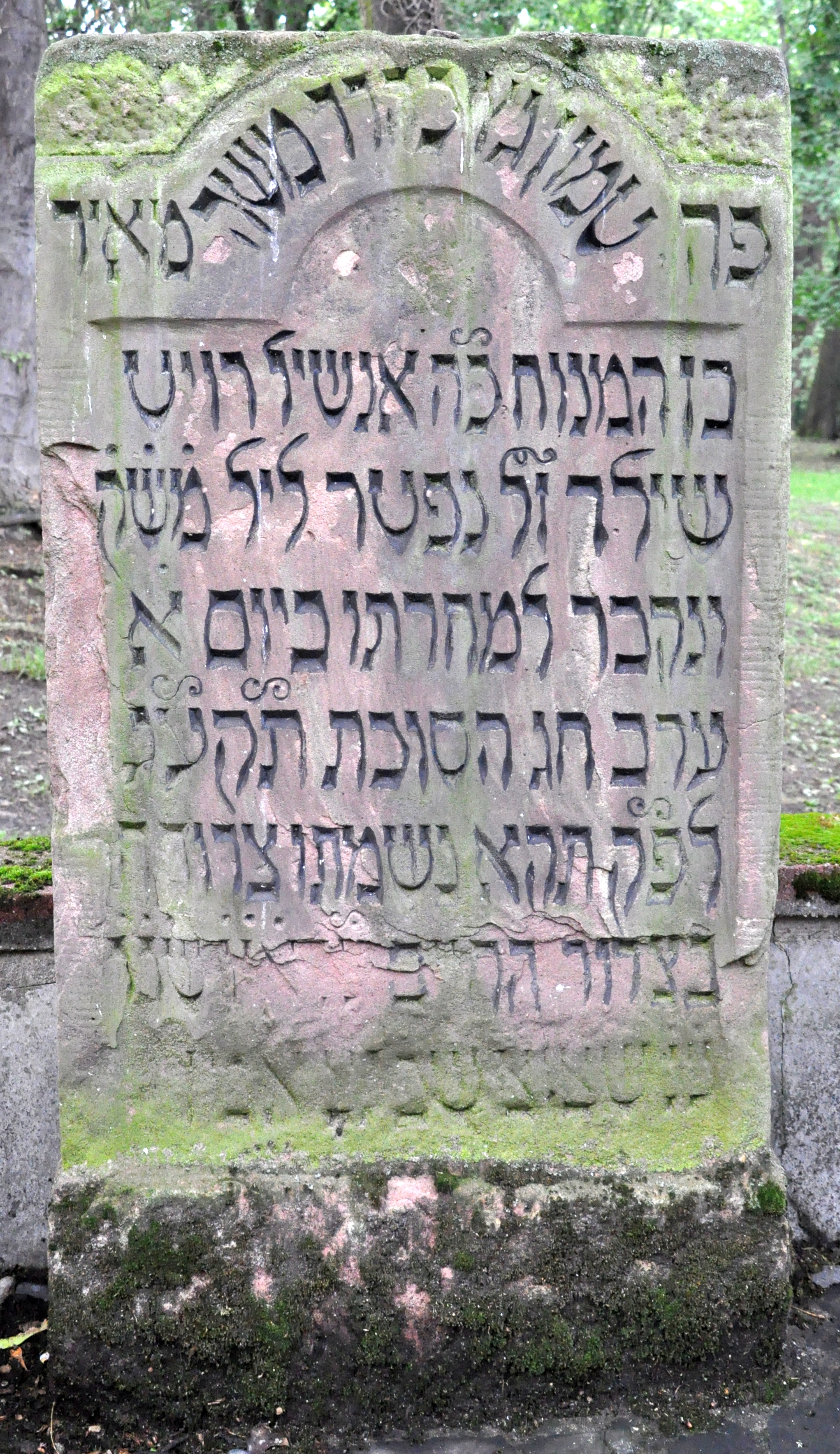
شاهد القبر ماير أمشيل روتشيلد

- ناثان ماير روتشيلد (16 سبتمبر 1777 – 18 يوليوز 1836) هو مؤسس بنك عائلة روتشلد في انجلترا.
- جيمس ماير دي روتشيلد (15 مايو 1792– 15 نونبر 1868) هو مؤسس بنك عائلة روتشلد في فرنسا.
- شونش جانيت روتشيلد (1771-1859)، متزوج في 1795 من بنيديكت موسس فورمس (1772-1824)، أصل فرع «فون فورمس» غير الحامل للقب العائلة.
- أمشيل ماير روتشيلد (1773-1855)، صاحب بنك. متزوج في 1796 من إيفا هانو (1779-1848)، الممثل الوحيد لفرع «فرانكفورت»، وليس لديه أبناء.
- سليمان ماير فون روتشيلد (1774-1855)، صاحب بنك. مؤسس فرع «فيينا».
- كارل ماير فون روتشيلد (1788-1855)، صاحب بنك. مؤسس فرع «نابولي».
- هنريات روتشيلد (1791-1866)، متزوجة في 1815 من أبراهام مونتفيور (1788-1824)، وهو صاحب بنك. أصل فرع «مونتفيور» غير الحامل للقب العائلة، وغير ممثل هنا، جزئيا يتبع فرع «لندن».

الآن لا يزال يوجد أبناء وأحفاد إلا لكل من فرع «فون فورمس» «ولندن» و«باريس».